# Luke McCullough
Pour les articles homonymes, voir McCullough.
Luke McCullough est un footballeur international nord-irlandais né le 15 février 1994 à Portadown. Il évolue au poste de défenseur central à Glentoran FC.

## Biographie

### En club
Formé à Manchester United , il ne réussit pas à s'imposer avec l'équipe première, et rejoint en 2013 le club des Doncaster Rovers.
Avec le club des Doncaster Rovers, il joue 14 matchs en deuxième division anglaise lors de la saison 2013-2014.
Le 20 août 2018, il est prêté à Tranmere Rovers.
Le 5 janvier 2020, il rejoint Tranmere Rovers.

### En équipe nationale
Luke McCullough reçoit sa première sélection en équipe d'Irlande du Nord le 30 mai 2014, en amical contre l'Uruguay (défaite 1-0 à Montevideo).
Par la suite, il joue deux matchs rentrant dans le cadre des éliminatoires de l'Euro 2016, contre les Îles Féroé et la Grèce.
Il est ensuite retenu par le sélectionneur Michael O'Neill afin de participer à l'Euro 2016 organisé en France.